# Прометеїзм (література)
Прометеїзм — характеристика героя-бунтівника, тираноборця, що виникла його від порівняння з персонажем давньогрецької міфології — титаном Прометеєм, який викрав у богів-олімпійців вогонь і дав його людям, за що зазнав жорстокого покарання, котре без страху прийняв і пережив.

## Тарас Шевченко
Змальовуючи образ Прометея, Есхіл посприяв звеличенню страждання в ім'я людства й тираноборство: «Свого нещастя на негідне рабство я не проміняю…».
Образ Прометея поширений в українській літературі. Яскравим прикладом слугують Шевченкові рядки, які перегукуються з трагедією Есхіла:
|  | Споконвіку Прометея Там орел картає, Що день Божий добре ребра Й серце розбиває. Розбиває, та не вип'є Живущої крові,- Воно знову оживає І сміється знову. |

Прометея уславив Тарас Шевченко в поемі «Кавказ». Мотиви тираноборства звучать у багатьох творах Кобзаря. «Караюсь, мучуся… але не каюсь», — скаже про себе український Прометей, перебуваючи на засланні. Для Шевченка Прометей — символ стійкості народу, що бореться і перемагає.

## Іван Франко
Іван Франко вважав, що справжній поет є носієм прометиїзму, а поезія — «вогонь в одежі слова», який несе людству «правдиві іскри Прометея».

## Леся Українка
«Дочкою Прометея» називають Лесю Українку. У вірші «Fiat nox!» («Хай буде тьма!») вона звертається до своїх однодумців зі словами: «Брати мої, нащадки Прометея!». Поетесу приваблювала образи сильних людей, тих, хто міг себе вважати «нащадками Прометея». У поезії «Ніобея» оспівується горда жінка, у якої вбили всіх її дітей, та вона не скорилась: «…Я дочка Прометея — і милосердя для себе не буду… благати».
Раб-неофіт у драматичній поемі Лесі Українки «В катакомбах» без вагань відкидає проповідь смирення і покори:
|  | Я честь віддам титану Прометею, що не творив своїх людей рабами, що просвітив не словом, а вогнем, боровся не в покорі, а завзято, і мучився не три дні, а без ліку, та не назвав свого тирана батьком, а деспотом всесвітнім, і прокляв, віщуючи усім богам погибель. |

У драматичній поемі «Кассандра» Леся Українка протиставляє Прометея жалюгідному Епіметею, який понад усе цінує власний спокій.